# Dyskografia Pharrella Williamsa
Dyskografia amerykańskiego wokalisty i producenta muzycznego Pharrella Williamsa składa się z dwóch albumów studyjnych, dwóch minipłyt, jednego mixtapea i czterdziestu sześciu solowych singli.
W 2005 roku Williams wydał swój debiutancki album studyjny zatytułowany In My Mind, który promowały single „Can I Have It Like That” (nagrany z gościnnym udziałem Gwen Stefani), „Angel” (singel tylko na rynku europejskim), „Number One” (z Kanye Westem) oraz „That Girl” (ze Snoop Doggiem).
Siedem lat później premierę miała jego druga płyta długogrająca pt. Girl, na której znalazły się single „Happy”, „Marilyn Monroe”, „Come Get It Bae”, „Gust of Wind” oraz „It Girl”.

## Albumy solowe
| 2006                           | In My Mind - Data: 25 lipca 2006 - Wydawca: Star Trak, Interscope | 3 | – | – | – | – | 5 | – | 15 | 13 | 14 | – | 7 | |
| 2014                           | Girl - Data: 3 marca 2014 - Wydawca: i Am Other, Columbia         | 2 | 1 | 4 | 7 | 1 | 2 | 1 | 1  | 2  | 2  | 3 | 1 | - CAN: platynowa płyta - USA: złota płyta - AUS: złota płyta - POL: platynowa płyta - CHE: złota płyta |
| „–” pozycja nie była notowana. |                                                                   |   |   |   |   |   |   |   |    |    |    |   |   | |

## Minialbumy (EP)
| Tytuł                                           | Szczegóły                                                              |
| ----------------------------------------------- | ---------------------------------------------------------------------- |
| The Call Remix (z Backstreet Boys i The Clipse) | - Wydany: 2001 - Wytwórnia: Jive Records - Format: CD                  |
| Pink Slime (z Makiem Millerem)                  | - Wydany: 2014 - Wytwórnia: Rostrum Records - Format: Digital download |

## Mixtape’y
| Tytuł                   | Szczegóły                                 |
| ----------------------- | ----------------------------------------- |
| In My Mind: The Prequel | - Wydany: 2006 - Format: Digital download |

## Single
| 2003                           | „Frontin’” (z Jayem-Z)                            | 5   | –  | –  | – | – | – | 23 | 28 | –  | 61 | 6   | | Clones     |
| 2005                           | „Can I Have It Like That” (z Gwen Stefani)        | 49  | –  | –  | – | – | – | 28 | 22 | 18 | 37 | 3   | | In My Mind |
| 2006                           | „Angel”                                           | –   | –  | –  | – | – | – | –  | 44 | –  | 62 | 15  | | In My Mind |
| 2006                           | „Number One” (z Kanye Westem)                     | 57  | –  | –  | – | – | – | –  | –  | –  | –  | 31  | | In My Mind |
| 2006                           | „That Girl” (z Snoop Doggiem i Charliem Wilsonem) | –   | –  | –  | – | – | – | –  | –  | –  | –  | –   | | In My Mind |
| 2013                           | „Happy”                                           | 1   | 1  | 1  | 7 | 1 | 3 | 1  | 1  | 1  | 1  | 1   | - USA: 6x platynowa płyta - AUS: 9x platynowa płyta - UK: 3x platynowa płyta - CAN: 6x platynowa płyta - NZL: 5x platynowa płyta - DNK: 2x platynowa płyta - CHE: platynowa płyta - DEU: 5x złota płyta | Girl       |
| 2014                           | „Marilyn Monroe”                                  | 109 | 27 | 57 | – | – | – | 46 | 29 | –  | 25 | 25  | - DNK: złota płyta | Girl       |
| 2014                           | „Come Get It Bae” (z Miley Cyrus)                 | 23  | –  | –  | – | – | – | –  | 61 | 30 | –  | 87  | - USA: złota płyta | Girl       |
| 2014                           | „Gust of Wind”                                    | –   | 32 | –  | – | – | – | –  | –  | –  | –  | 79  | | Girl       |
| 2014                           | „It Girl”                                         | –   | 60 | –  | – | – | – | –  | –  | –  | –  | 191 | | Girl       |
| 2015                           | „Freedom”                                         |     |    |    |   |   |   |    |    |    |    |     | - POL: 2× platynowa płyta |            |
| „–” pozycja nie była notowana. |                                                   |     |    |    |   |   |   |    |    |    |    |     | |            |

## Występy gościnne
| Rok  | Utwór                                           | Inni wykonawcy                              | Album                                         |
| ---- | ----------------------------------------------- | ------------------------------------------- | --------------------------------------------- |
| 2001 | „What's Yo Name”                                | T.I.                                        | I’m Serious                                   |
| 2001 | „Blind Situation”(wymieniony jako „D.R.U.G.S.”) | Shea Seger                                  | The May Street Project                        |
| 2002 | „Mr. Baller”                                    | Royce da 5’9”, Clipse, Tré Little           | Rock City                                     |
| 2002 | „Crew Deep” (The V.A. Remix)                    | Skillz, Clipse, Missy „Misdemeanor” Elliott | Crew Deep                                     |
| 2004 | „The Art of Noise”                              | Cee Lo Green                                | Cee-Lo Green... Is the Soul Machine           |
| 2004 | „Let’s Stay Together”                           | Cee Lo Green                                | Cee-Lo Green... Is the Soul Machine           |
| 2004 | „Hot Sauce to Go”                               | Jadakiss                                    | Kiss of Death                                 |
| 2004 | „Play It Off”                                   | Nelly                                       | Suit                                          |
| 2005 | „Goin' Out”                                     | Faith Evans, Pusha T                        | The First Lady                                |
| 2005 | „Already Platinum”                              | Slim Thug                                   | Already Platinum                              |
| 2006 | „Goodlife”                                      | T.I., Common                                | King                                          |
| 2006 | „Gettin' Some Head”                             | Lil Wayne                                   | Dedication 2                                  |
| 2006 | „Gettin' Some” (Remix)                          | Shawnna, Ludacris, Lil Wayne, Too Short     | Block Music                                   |
| 2006 | „Vente Mami”                                    | N.O.R.E., Zion                              | N.O.R.E. y la Familia...Ya Tú Sabe            |
| 2006 | „Anything”                                      | Jay-Z, Usher                                | Kingdom Come                                  |
| 2006 | „Yummy”                                         | Gwen Stefani                                | The Sweet Escape                              |
| 2007 | „Cheers”                                        | DJ Drama, Clipse                            | Gangsta Grillz: The Album                     |
| 2008 | „Let It Go (Lil Mama)”                          | Nelly                                       | Brass Knuckles                                |
| 2009 | „Ay Man”                                        | Lil Wayne                                   | –                                             |
| 2009 | „Stress Ya”                                     | Jadakiss                                    | The Last Kiss                                 |
| 2009 | „Kill Dem”                                      | Busta Rhymes, Tosh                          | Back on My B.S.                               |
| 2009 | „So Ambitious”                                  | Jay-Z                                       | The Blueprint 3                               |
| 2009 | „Let It Loose”                                  | Wale                                        | Attention Deficit                             |
| 2009 | „Special”                                       | Snoop Dogg, Brandy                          | Malice n Wonderland                           |
| 2010 | „Despicable Me”                                 | –                                           | Ścieżka dźwiękowa do filmu Jak ukraść księżyc |
| 2010 | „Fun, Fun, Fun”                                 | –                                           | Ścieżka dźwiękowa do filmu Jak ukraść księżyc |
| 2010 | „Minion Mambo”                                  | The Minions, Lupe Fiasco                    | Ścieżka dźwiękowa do filmu Jak ukraść księżyc |
| 2010 | „Prettiest Girls”                               | –                                           | Ścieżka dźwiękowa do filmu Jak ukraść księżyc |
| 2010 | „Rocket's Theme”                                | –                                           | Ścieżka dźwiękowa do filmu Jak ukraść księżyc |
| 2010 | „Amazing”                                       | T.I.                                        | No Mercy                                      |
| 2011 | „In My '64”                                     | The Game, Snoop Dogg                        | Purp & Patron                                 |
| 2011 | „Dedicated”                                     | Game                                        | Purp & Patron                                 |
| 2011 | „If You Want To”                                | Travis Barker, Lupe Fiasco                  | Give the Drummer Some                         |
| 2011 | „This Shit Real Nigga”                          | The-Dream                                   | 1977                                          |
| 2011 | „Raid”                                          | Pusha T, 50 Cent                            | Fear of God II: Let Us Pray                   |
| 2012 | „MMG the World is Ours”                         | Rick Ross, Meek Mill, Stalley               | Rich Forever                                  |
| 2012 | „Lil’ Homie”                                    | Tyga                                        | Careless World: Rise of the Last King         |
| 2012 | „When My Niggas Come Home”                      | Game, Snoop Dogg                            | California Republic                           |
| 2012 | „It Must Be Tough”                              | Game, Mysonne                               | California Republic                           |
| 2012 | „They Don't Want None”                          | Game, Shyne                                 | California Republic                           |
| 2012 | „Roll My Shit”                                  | Game, Snoop Dogg                            | California Republic                           |
| 2012 | „Chasin' Paper”                                 | Currensy                                    | The Stoned Immaculate                         |
| 2012 | „Twisted”                                       | Usher                                       | Looking 4 Myself                              |
| 2012 | „Lift Off”                                      | Conor Maynard                               | Contrast                                      |
| 2012 | „As Far As They Know”                           | Buddy                                       | Idle Time                                     |
| 2012 | „Errybody”                                      | Masia One, Game, Isis                       | –                                             |
| 2012 | „Presidential” (Remix)                          | Rick Ross, Rockie Fresh                     | The Black Bar Mitzvah                         |
| 2012 | „Rise Above”                                    | Wiz Khalifa, Tuki Carter, Amber Rose        | O.N.I.F.C.                                    |
| 2013 | „Pretty Flacko” (Remix)                         | ASAP Rocky, Gucci Mane, Waka Flocka Flame   | Long. Live. ASAP                              |
| 2013 | „IFHY”                                          | Tyler, the Creator                          | Wolf                                          |
| 2013 | „The Problem (Lawwwddd)”                        | N.O.R.E.                                    | Student of the Game                           |
| 2013 | „IDGAF”                                         | Mike Posner                                 | –                                             |
| 2013 | „Hugs”                                          | The Lonely Island                           | The Wack Album                                |
| 2013 | „Feet to the Fire”                              | Kelly Rowland                               | Talk a Good Game                              |
| 2013 | „IDGAF”                                         | Nelly, T.I.                                 | M.O.                                          |
| 2013 | „S.N.I.T.C.H.”                                  | Pusha T                                     | My Name Is My Name                            |